# Pesquera
Pesquera è un comune spagnolo di 85 abitanti situato nella comunità autonoma della Cantabria. È uno degli 11 comuni costituenti la Comarca de Campoo e dista 62 km da Santander.
Posto nella profonda valle del fiume Besaya è interamente attraversato da questo fiume e dai suoi affluenti e il suo territorio è montagnoso di altitudine media di 600 metri, variando dai 500 ai 1073 metri. È fra i più piccoli comuni della Cantabria per numero di abitanti e per estensione ma fu in passato, ed è tuttora, importante perché punto di passaggio obbligato per le vie di comunicazione fra la Meseta e la Costa cantabrica: fu infatti attraversato dalla strada romana di cui esistono resti che univa Pisoraca (attuale Herrera de Pisuerca) con Iulobriga (oggi Retordillo) e Portus Bellium (oggi Suances), nel secolo XVII dal Camino Real,  dalla strada nazionale N 611 del XIX secolo, dalla ferrovia nel 1866 e, recentemente, dall'autostrada della Meseta. Il municipio originariamente era formato da tre frazioni: Pesquera, in cui si concentra il maggior numero degli abitanti, Ventorillo e da un'altra oggi interamente abbandonata dai suoi abitanti. Il comune è stato infatti colpito da una forte emigrazione giovanile sicché la sua popolazione è prevalentemente formata da persone anziane o vecchie per cui la mortalità supera la natalità e, se non si riuscirà a trovare una soluzione a questo problema demografico, l'intero paese è destinato a scomparire. L'età media dei cittadini è intorno ai 50 anni e i giovani rappresentano solo il 5,9% del totale. Gli attuali governanti del comune si sforzano di arrestare il fenomeno dell'emigrazione cercando di creare migliori occasioni di lavoro rispetto a quelle offerte dell'agricoltura che dovrebbero derivare dal sostegno dato al turismo rurale e alla produzione e commercio degli agroalimentari e dell'artigianato tipico del territorio comunale.
L'allevamento del bestiame bovino è tradizionalmente la prevalente attività della popolazione facilitata in ciò dall'esistenza di ampi pascoli nelle zone montuose e di prati foraggeri in quelle più basse e pianeggianti.

## Storia
Dai numerosi ritrovamenti archeologici nella zona gli studiosi pensano che i primi uomini presenti nel territorio comunale si ebbero nel periodo Mesozoico e i primi centri abitati stabili furono di popoli celti provenienti dal Centro Europa che si fusero con le preesistenti tribù locali dando luogo ai Cantabri come li chiamarono i Romani che ebbero modo di combattere la loro guerriglia di difesa dall'occupazione romana che si consolidò solo nell'epoca di Augusto intervenuto personalmente con le sue legioni per imporre la pace. Ai Romani seguì la Cristianizzazione e l'instaurarsi dei Visigoti. Pesquera entrò nella storia del Medioevo quando nel 1085 il vescovo di Burgos Gomez consacrò la chiesa romanica di San Miguel di cui restano solo alcuni muri perimetrali e un'iscrizione in latino che indica la data e le modalità di quest'avvenimento. Attorno a questa chiesa si costruirono le abitazioni delle famiglie dedite alla coltivazione delle terre circostanti e nacque così il paese che dipese dal vescovo di Burgos come risulta da un atto del 1352. Si trattava di una vera e propria signoria, ma esisteva anche una dipendenza da don Tello figlio naturale di Alfonso XI di Castiglia che gli diede la proprietà di due palazzi in Pesquera. La dipendenza inizialmente solo ecclesiastica si trasformò in un processo di feudalizzazione con la percezione di alcuni diritti economici per l'usufrutto delle terree per imposte e tasse e nell'esercizio della giustizia. Questa ampia signoria vescovile restò fino agli inizi del XIX secolo e, in seguito a nuovi ordinamenti disposti dal papa, dal 1754 dal vescovo di Santander al posto di quello di Burgos. Il vescovo esercitava il governo della comunità mediante un alcalde ordinario, ma ciò non impedì ai rappresentanti del comune di partecipare alle Juntas Generales della provincia organizzate dalle Asturias de Santillana y Trasmiera né di avere a Pesquera le stesse modalità fiscali di tutta la Merindad de Campoo. Dal 1823 divenne municipio indipendente appartenente alla provincia di Santander oggi Comunità autonoma di cantabria.

## Monumenti e luoghi d'interesse
- Resti della Calzada romana, si tratta di ben conservati resti della strada lastricata (calzada) costruita dai Romani, con area illustrativa con appositi pannelli sulle modalità di costruzione, sull'epoca in cui fu realizzata e utilizzata e sul suo tracciato.
- Humilladero detto Campo de las Animas dai pellegrini di Santiago (l'humilladero è l'oratorio o anche la croce monumentale che in antico era posto all'inizio degli abitati).
- Ecomuseo forestal y Arboretum, area ricreativa e didattica della flora della Cantabria.
- Corral del Rendado dove si accoglievano e si custodivano i capi di bestiame degli abitanti dei comuni vicini che avevano sconfinato pascolando in territorio di Peschiera per restituirli solo quando si pagasse il loro riscatto.
- Casa Consistorial del 1752-1761. Rovine dell'antica Ferriera El Gorgòllon, Fuente de los Cuadros e Fuente de la Regata, Miradores della Peňa Bastio, dei Picales, del Muro e del Pico de San Pedro. I miradores sono punti elevati spesso appositamente attrezzati da dove si può ammirare un ampio panorama. Pittoresco è il centro storico con caratteristiche case di montagna in pietra.

## Feria internacional del queso artesano
Questa fiera fa parte delle iniziative comunali per rivitalizzare il paese. Inizialmente fu limitata ai formaggi tipici della Cantabria ed ebbe successo sicché fu estesa alla partecipazione internazionale: È stata visitata in questi ultimi anni da oltre 6000 persone all'anno ed è commercialmente vivace.